# Bons-Tassilly
Pour les articles homonymes, voir Bons.
Bons-Tassilly est une commune française, située dans le département du Calvados en région Normandie, 

## Géographie

### Localisation
La commune est située à 8 km à vol d'oiseau au nord de Falaise et 26 km au sud-est de Caen.
Elle se trouve dans l'aire d'attraction de Caen et la zone d'emploi de cette ville, ainsi que dans le bassin de vie de Falaise.

### Communes limitrophes
Les communes limitrophes sont  Fontaine-le-Pin, Olendon, Potigny, Soulangy, Soumont-Saint-Quentin, Ussy et Villers-Canivet.
| Fontaine-le-Pin | Potigny, Soumont-Saint-Quentin | Soumont-Saint-Quentin, Olendon |
| Ussy            | Bons-Tassilly                  | Olendon                        |
| Villers-Canivet | Villers-Canivet, Soulangy      | Soulangy                       |

### Géologie et relief
La superficie de la commune est de 9,38 km2 ; son altitude varie de 130  à   206 mètres.

### Hydrographie
La commune est située dans le bassin Seine-Normandie. Elle est drainée par le Laizon, le ruisseau du Cassis et un autre petit cours d'eau,.
Le Laizon, d'une longueur de 39 km, prend sa source dans la commune de Villers-Canivet et se jette  dans la Dives à Saint-Ouen-du-Mesnil-Oger, après avoir traversé 16 communes. 

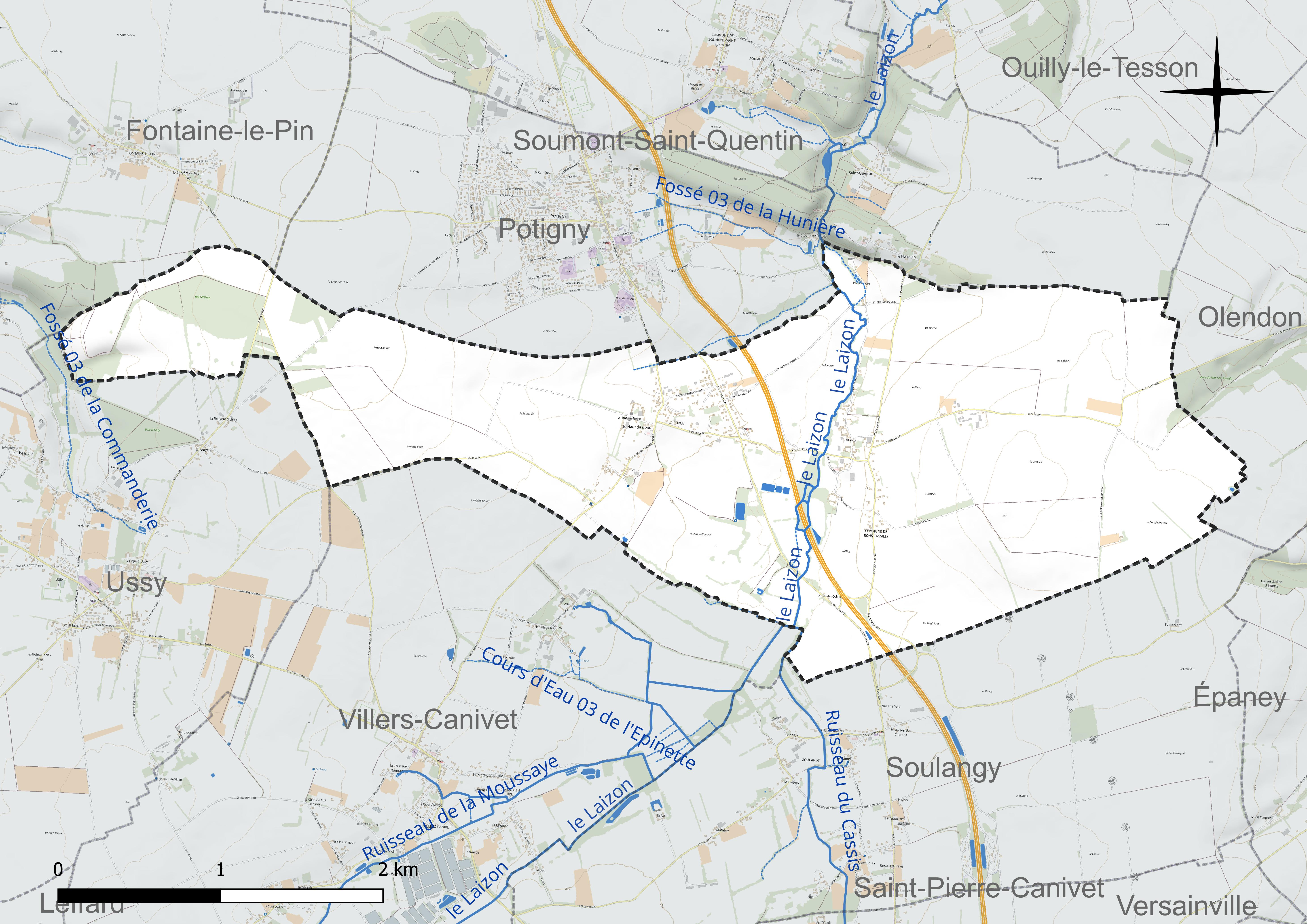
Réseau hydrographique de Bons-Tassilly.

### Climat
Pour des articles plus généraux, voir Climat de la Normandie et Climat du Calvados.
En 2010, le climat de la commune est de type climat océanique altéré, selon une étude du CNRS s'appuyant sur une série de données couvrant la période 1971-2000. En 2020, Météo-France publie une typologie des climats de la France métropolitaine dans laquelle la commune est exposée à un climat océanique et est dans la région climatique Normandie (Cotentin, Orne), caractérisée par une pluviométrie relativement élevée (850 mm/a) et un été frais (15,5 °C) et venté. Parallèlement le GIEC normand, un groupe régional d'experts sur le climat, différencie quant à lui, dans une étude de 2020, trois grands types de climats pour la région Normandie, nuancés à une échelle plus fine par les facteurs géographiques locaux. La commune est, selon ce zonage, exposée à un « climat des plateaux abrités », correspondant à la plaine agricole de Caen à Falaise, sous le vent des collines de Normandie et proche de la mer, se caractérisant par une pluviométrie et des contraintes thermiques modérées.
Pour la période 1971-2000, la température annuelle moyenne est de 10,3 °C, avec  une amplitude thermique annuelle de 12,8 °C. Le cumul annuel moyen de précipitations est de 745 mm, avec 12,1 jours de précipitations en janvier et 7,5 jours en juillet. Pour la période 1991-2020, la température moyenne annuelle observée sur la station météorologique la plus proche, située sur la commune de Damblainville à 10 km à vol d'oiseau, est de 11,6 °C et le cumul annuel moyen de précipitations est de 716,8 mm,. Pour l'avenir, les paramètres climatiques de la commune estimés pour 2050 selon différents scénarios d'émission de gaz à effet de serre sont consultables sur un site dédié publié par Météo-France en novembre 2022.

## Urbanisme

### Typologie
Au 1er janvier 2024, Bons-Tassilly est catégorisée commune rurale à habitat dispersé, selon la nouvelle grille communale de densité à 7 niveaux définie par l'Insee en 2022.
Elle est située hors unité urbaine. Par ailleurs la commune fait partie de l'aire d'attraction de Caen, dont elle est une commune de la couronne,. Cette aire, qui regroupe 296 communes, est catégorisée dans les aires de 200 000 à moins de 700 000 habitants,.

### Occupation des sols

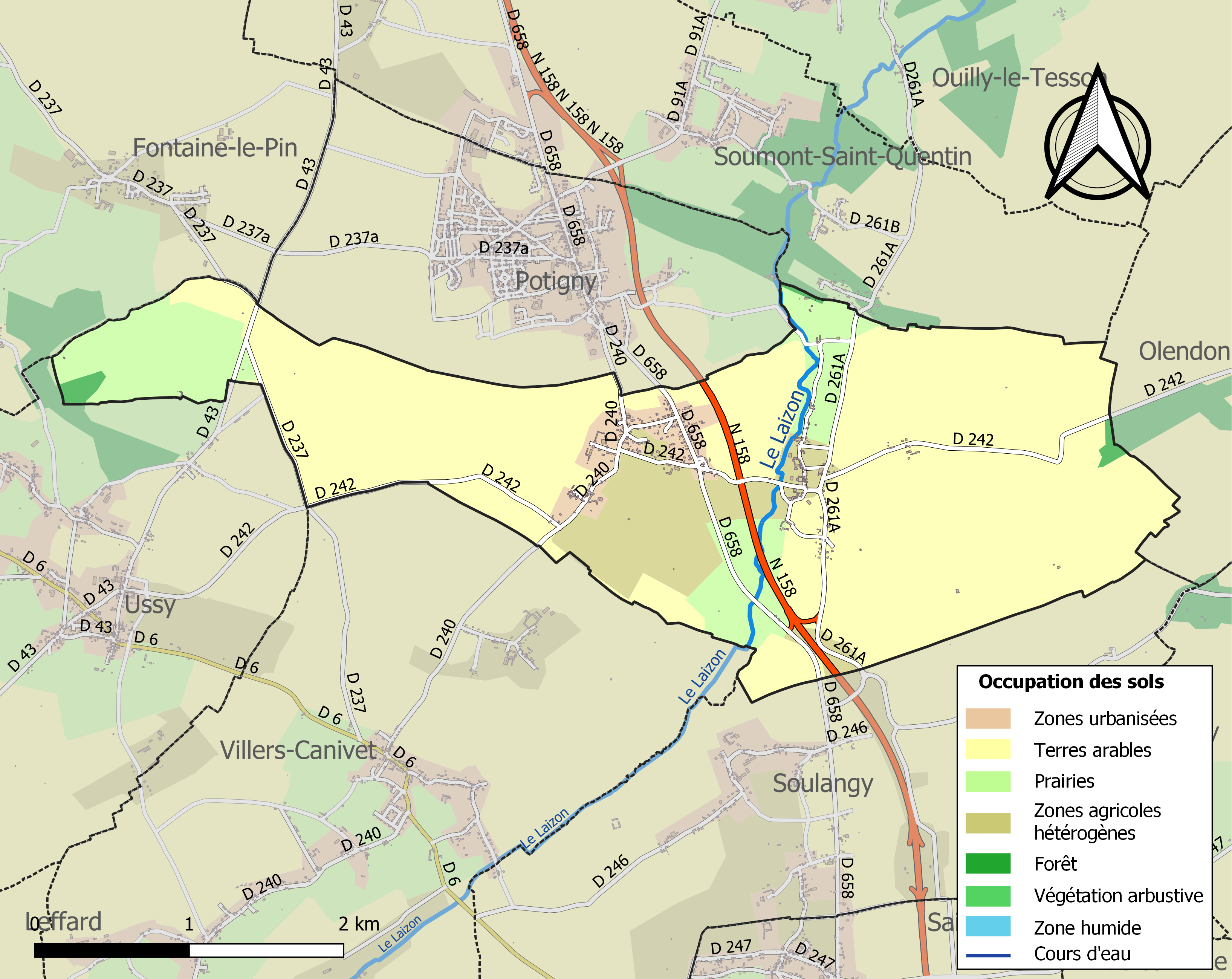
Carte des infrastructures et de l'occupation des sols de la commune en 2018 (CLC).

L'occupation des sols de la commune, telle qu'elle ressort de la base de données européenne d'occupation biophysique des sols Corine Land Cover (CLC), est marquée par l'importance des territoires agricoles (95,5 % en 2018), une proportion identique à celle de 1990 (95,5 %). La répartition détaillée en 2018 est la suivante : 
terres arables (70,7 %), prairies (14,1 %), zones agricoles hétérogènes (10,7 %), zones urbanisées (3,8 %), forêts (0,7 %). L'évolution de l'occupation des sols de la commune et de ses infrastructures peut être observée sur les différentes représentations cartographiques du territoire : la carte de Cassini (XVIIIe siècle), la carte d'état-major (1820-1866) et les cartes ou photos aériennes de l'IGN pour la période actuelle (1950 à aujourd'hui).

### Habitat et logement
En 2021, le nombre total de logements dans la commune était de 185, alors qu'il était de 179 en 2016 et de 168 en 2011.
Parmi ces logements, 90,4 % étaient des résidences principales, 3,6 % des résidences secondaires et 6 % des logements vacants. Ces logements étaient pour 96,1 % d'entre eux des maisons individuelles et pour 3,9 % des appartements.
Le tableau ci-dessous présente la typologie des logements à Bons-Tassilly en 2021 en comparaison avec celle du Calvados et de la France entière. Une caractéristique marquante du parc de logements est ainsi la faible proportion des résidences secondaires et logements occasionnels (3,6 %) par rapport au département (17,8 %) et à la France entière (9,7 %).
| Typologie                                               | Bons-Tassilly | Calvados | France entière |
| ------------------------------------------------------- | ------------- | -------- | -------------- |
| Résidences principales (en %)                           | 90,4          | 75,5     | 82,2           |
| Résidences secondaires et logements occasionnels (en %) | 3,6           | 17,8     | 9,7            |
| Logements vacants (en %)                                | 6             | 6,6      | 8,1            |

### Voies de communication et transports
La commune est desservie par la route nationale 158, qui relie Caen à Falaise.

## Toponymie
Commune formée en 1854 de la réunion de Bons et de Tassilly (distrait de la commune dite alors de Saint-Quentin-Tassilly) en 1833.
Le nom de la localité est attesté sous la forme Bons Thasilly en 1585.
Bons : le nom de la localité est attesté sous la forme Boon en 1213,.
Tassilly : le nom de la localité est attesté sous la forme Taxilli en 1080 ou 1082, Taissilia et  Taxillum en 1171 (cartulaire de la Trinité), Tassilie en 1195 (magni rotuli, p. 82, 2), Tassileium en 1254 (cartulaire de la Trinité, p. 151), Tassilie et Tassileyum en 1293 (charte de l'abbaye de Saint-André-en-Gouffern).

## Histoire
En 1854, Bons (385 habitants en 1851) absorbe l'ancienne commune de Tassilly (178 habitants en 1831) qui avait absorbé auparavant, en 1833, Saint-Quentin-de-la-Roche pour former la commune de Saint-Quentin-Tassilly. L'ancienne commune de Saint-Quentin-de-la-Roche est intégrée à Soumont qui prend alors le nom de Soumont-Saint-Quentin. La commune résultant de la fusion de Bons et de Tassilly prend le nom de Bons-Tassilly,,,.

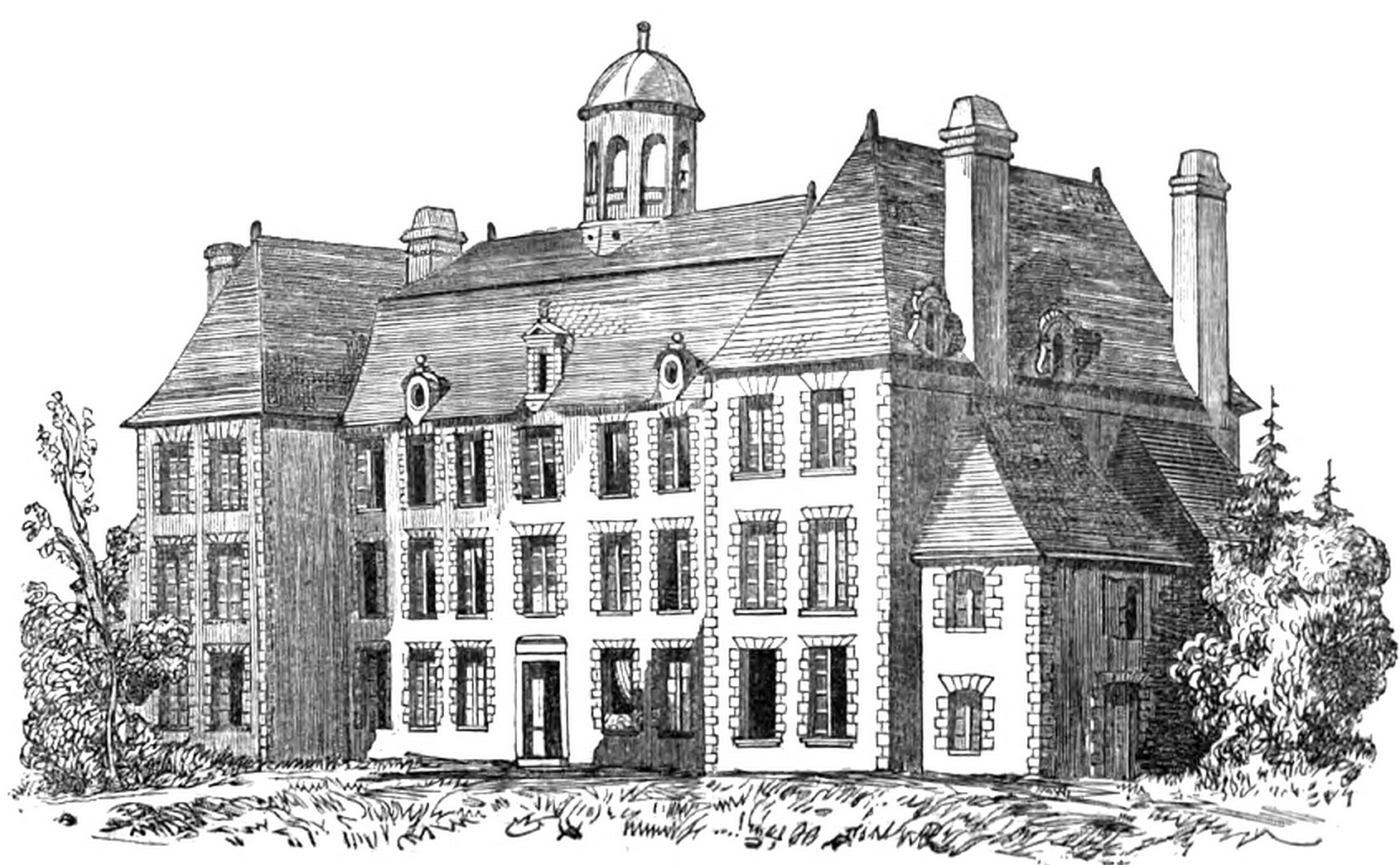
Le château, peu avant la destruction du corps central, par Georges Bouet.

## Politique et administration

### Rattachements administratifs et électoraux

#### Rattachements administratifs
La commune se trouve depuis 1926 dans l'arrondissement de Caen du département du Calvados.
Elle faisait partie depuis 1801 du canton de Falaise-Sud. Dans le cadre du redécoupage cantonal de 2014 en France, cette circonscription administrative territoriale a disparu, et le canton n'est plus qu'une circonscription électorale.

#### Rattachements électoraux
Pour les élections départementales, la commune fait partie depuis 2014 du canton de Falaise.
Pour l'élection des députés, elle fait partie de la troisième circonscription du Calvados.

### Intercommunalité
Bons-Tassilly est membre de la communauté de communes du Pays de Falaise, un établissement public de coopération intercommunale (EPCI) à fiscalité propre créé en 1993 et auquel la commune avait transféré un certain nombre de ses compétences, dans les conditions déterminées par le code général des collectivités territoriales.

### Administration municipale
Compte-tenu de la population de la commune, son conseil municipal est composé de onze membres dont le maire et ses adjoints.
| Période                                  | Période                    | Identité          | Étiquette | Qualité                             |
| ---------------------------------------- | -------------------------- | ----------------- | --------- | ----------------------------------- |
| Les données manquantes sont à compléter. |                            |                   |           |                                     |
|                                          | 1987                       | Léon Guilin       |           | Mort en fonction                    |
| 1987                                     | mars 2008                  | Daniel Krykwinski |           | Technicien                          |
| mars 2008                                | avril 2014                 | Michel Férey      | SE        | Cadre commercial retraité           |
| avril 2014,                              | octobre 2017               | Philippe Jounot   | SE        | Technicien ERDF-GRDF Démissionnaire |
| décembre 2017                            | février 2023               | Olivier Goupil,   | SE        | Technicien PSA Démissionnaire       |
| mars 2023                                | En cours (au 15 mars 2024) | Olivier Cateau    |           | Formateur en santé sécurité         |

## Équipements et services publics
La commune dispose d'une salle des fêtes, rendue accessible aux personnes à mobilité réduite en 2019.

## Population et société
Ses habitants sont les  Bonstassillais.

### Démographie
L'évolution du nombre d'habitants est connue à travers les recensements de la population effectués dans la commune depuis 1793. Pour les communes de moins de 10 000 habitants, une enquête de recensement portant sur toute la population est réalisée tous les cinq ans, les populations de référence des années intermédiaires étant quant à elles estimées par interpolation ou extrapolation. Pour la commune, le premier recensement exhaustif entrant dans le cadre du nouveau dispositif a été réalisé en 2006.

En 2022, la commune comptait 392 habitants, en évolution de −1,01 % par rapport à 2016 (Calvados : +1,58 %, France hors Mayotte : +2,11 %).
| 1793 | 1800 | 1806 | 1821 | 1831 | 1836 | 1841 | 1846 | 1851 |
| ---- | ---- | ---- | ---- | ---- | ---- | ---- | ---- | ---- |
| 287  | 256  | 250  | 253  | 254  | 289  | 287  | 300  | 385  |

| 1856 | 1861 | 1866 | 1872 | 1876 | 1881 | 1886 | 1891 | 1896 |
| ---- | ---- | ---- | ---- | ---- | ---- | ---- | ---- | ---- |
| 394  | 380  | 372  | 352  | 340  | 337  | 333  | 331  | 325  |

| 1901 | 1906 | 1911 | 1921 | 1926 | 1931 | 1936 | 1946 | 1954 |
| ---- | ---- | ---- | ---- | ---- | ---- | ---- | ---- | ---- |
| 316  | 298  | 273  | 279  | 272  | 273  | 242  | 203  | 248  |

| 1962 | 1968 | 1975 | 1982 | 1990 | 1999 | 2006 | 2011 | 2016 |
| ---- | ---- | ---- | ---- | ---- | ---- | ---- | ---- | ---- |
| 365  | 394  | 345  | 354  | 332  | 387  | 393  | 382  | 396  |

| 2021 | 2022 | - | - | - | - | - | - | - |
| ---- | ---- | - | - | - | - | - | - | - |
| 397  | 392  | - | - | - | - | - | - | - |

| 1793 | 1800 | 1806 | 1821 | 1831 |
| ---- | ---- | ---- | ---- | ---- |
| 187  | 175  | 204  | 194  | 178  |

### Manifestations culturelles et festivités
- Vide-greniers le dernier dimanche d'août.

## Culture locale et patrimoine

### Lieux et monuments
- Polissoirs de Poussendre  Inscrit MH (1976)[42],[43].
- Église Saint-Quentin de Tassilly du XIIe siècle  Inscrit MH (1928)[44],[45].
- Chapelle de Bons, reconstruite à l'emplacement de l'ancienne église Saint-Pierre, détruite en 1944.
- Château Turgot du XVIIe siècle. Le corps central a été détruit peu avant 1860[46].
- Maisons et fermes anciennes du XVIe au XIXe siècle[47],[48],[49].
- Croix du cimetière de l'église paroissiale Saint-Quentin, de 1724[50].

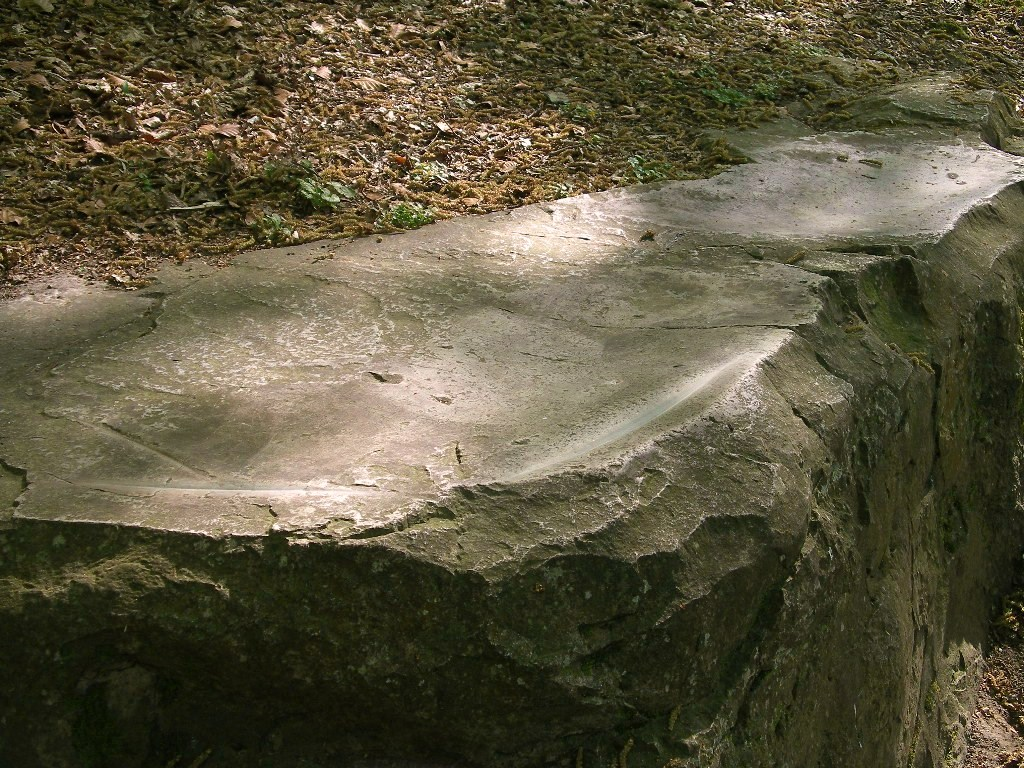
Polissoir néolithique.
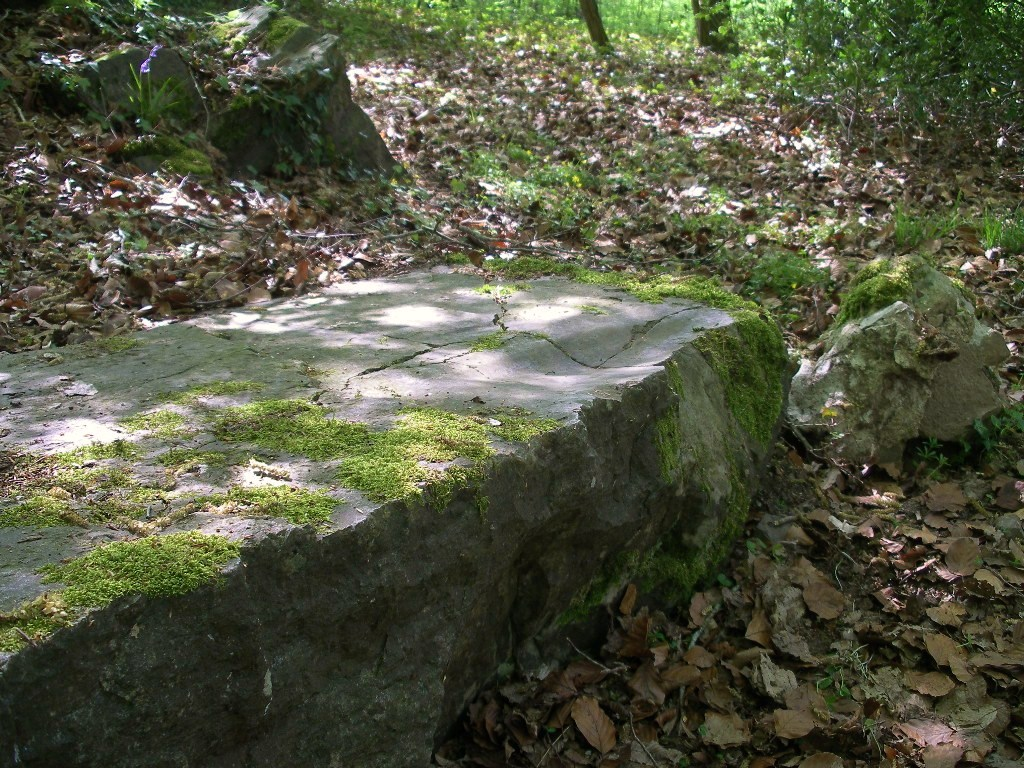
Polissoir.
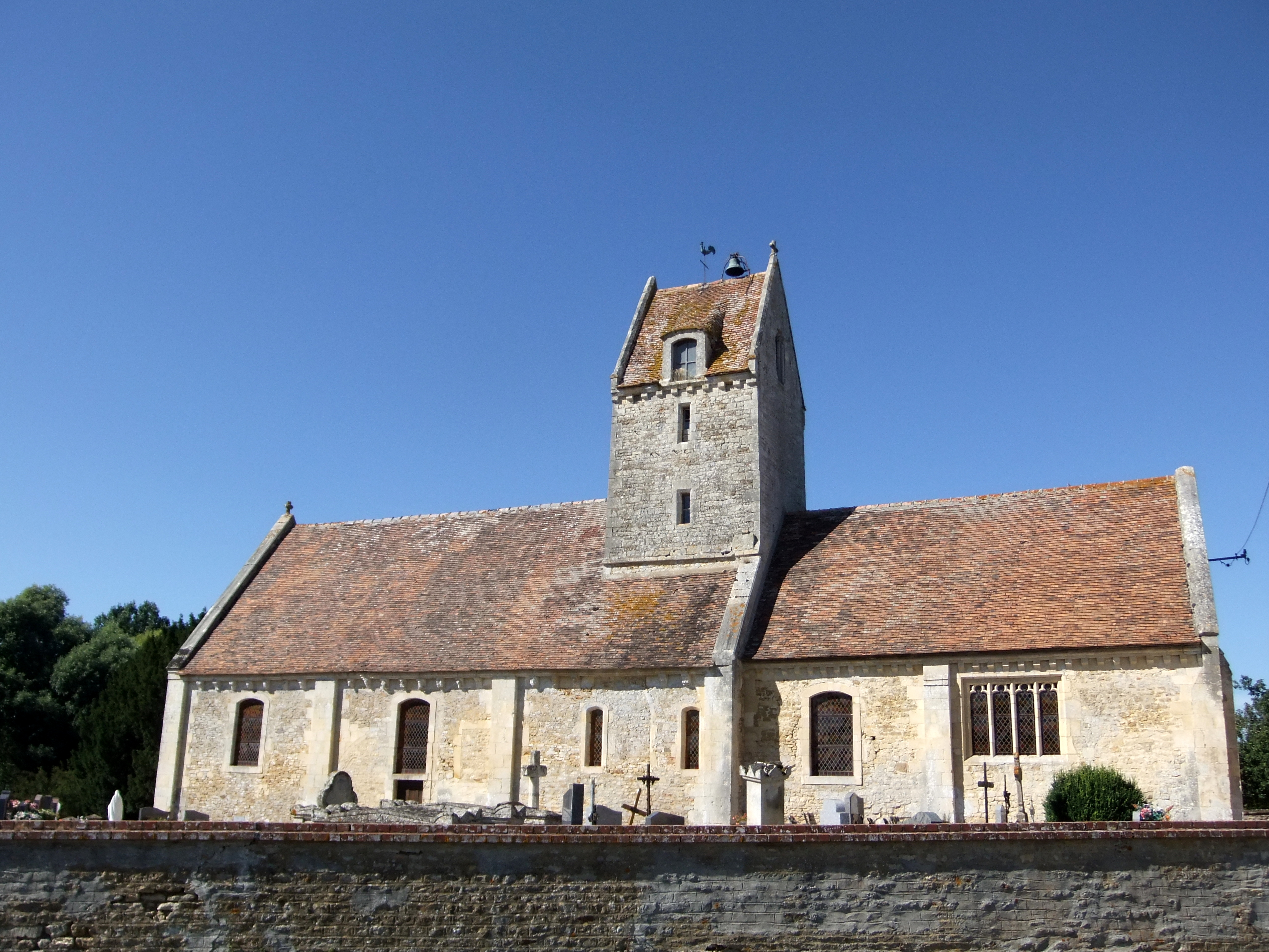
L'église Saint-Quentin.
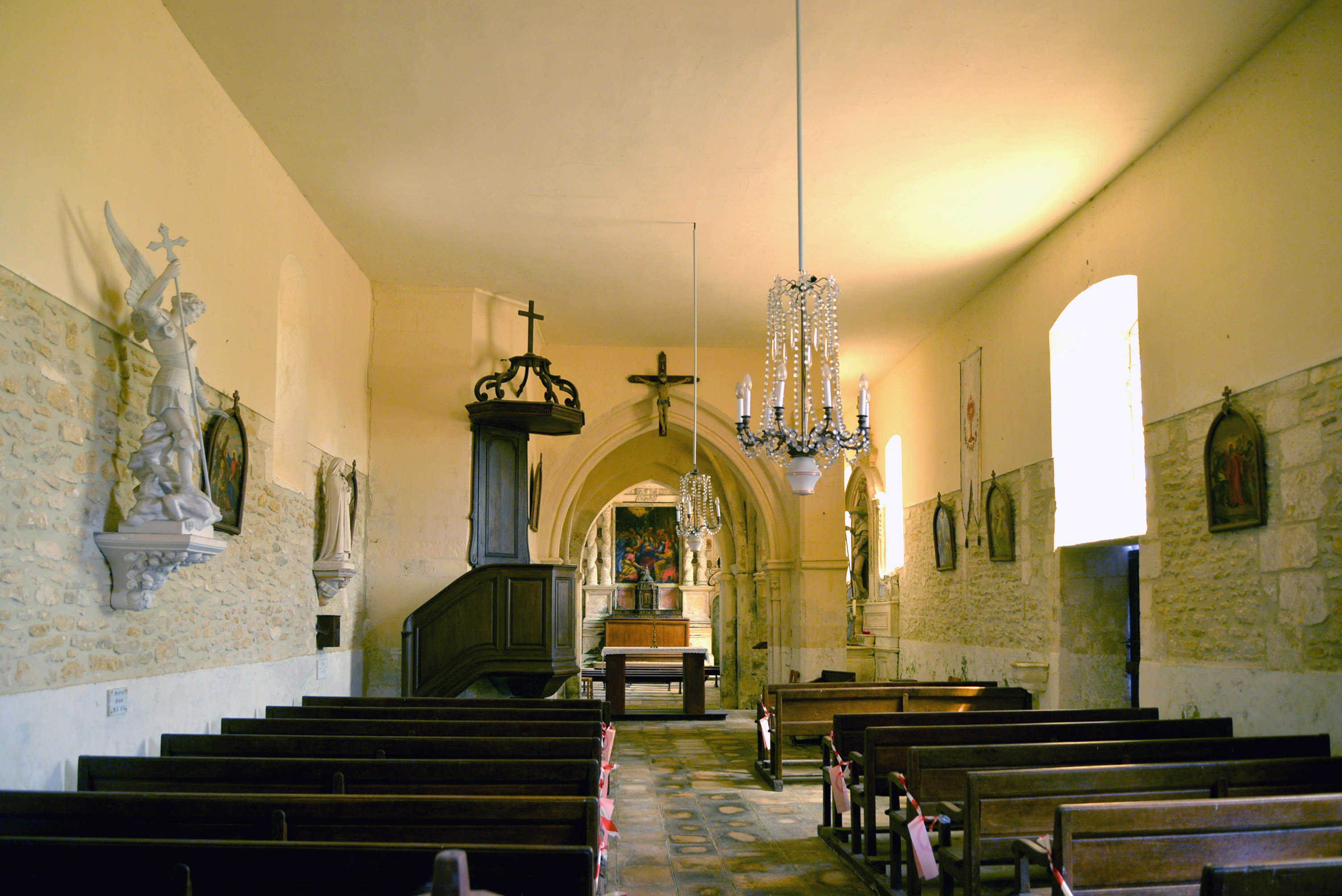
La nef de l'église Saint-Quentin.
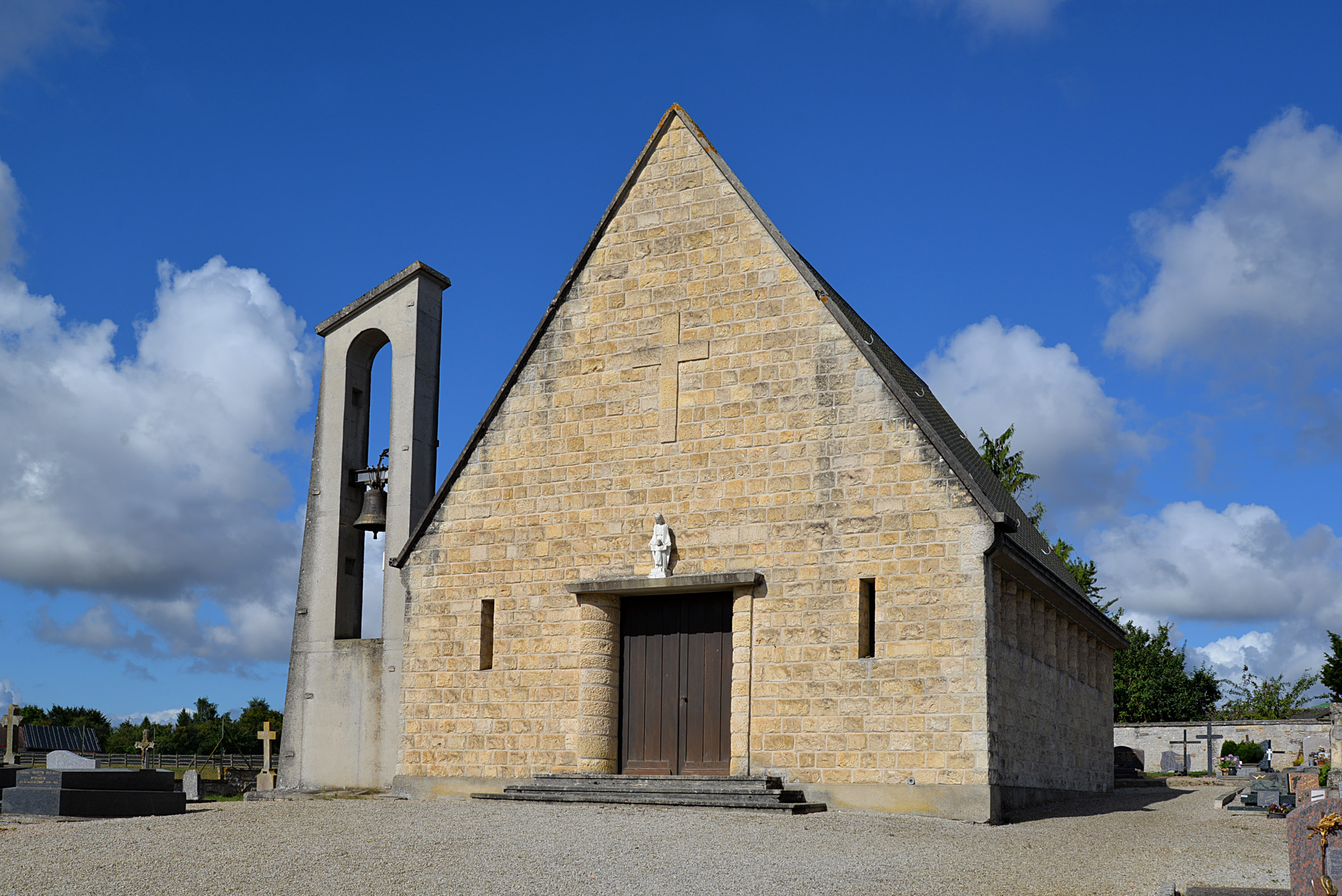
La chapelle de Bons.
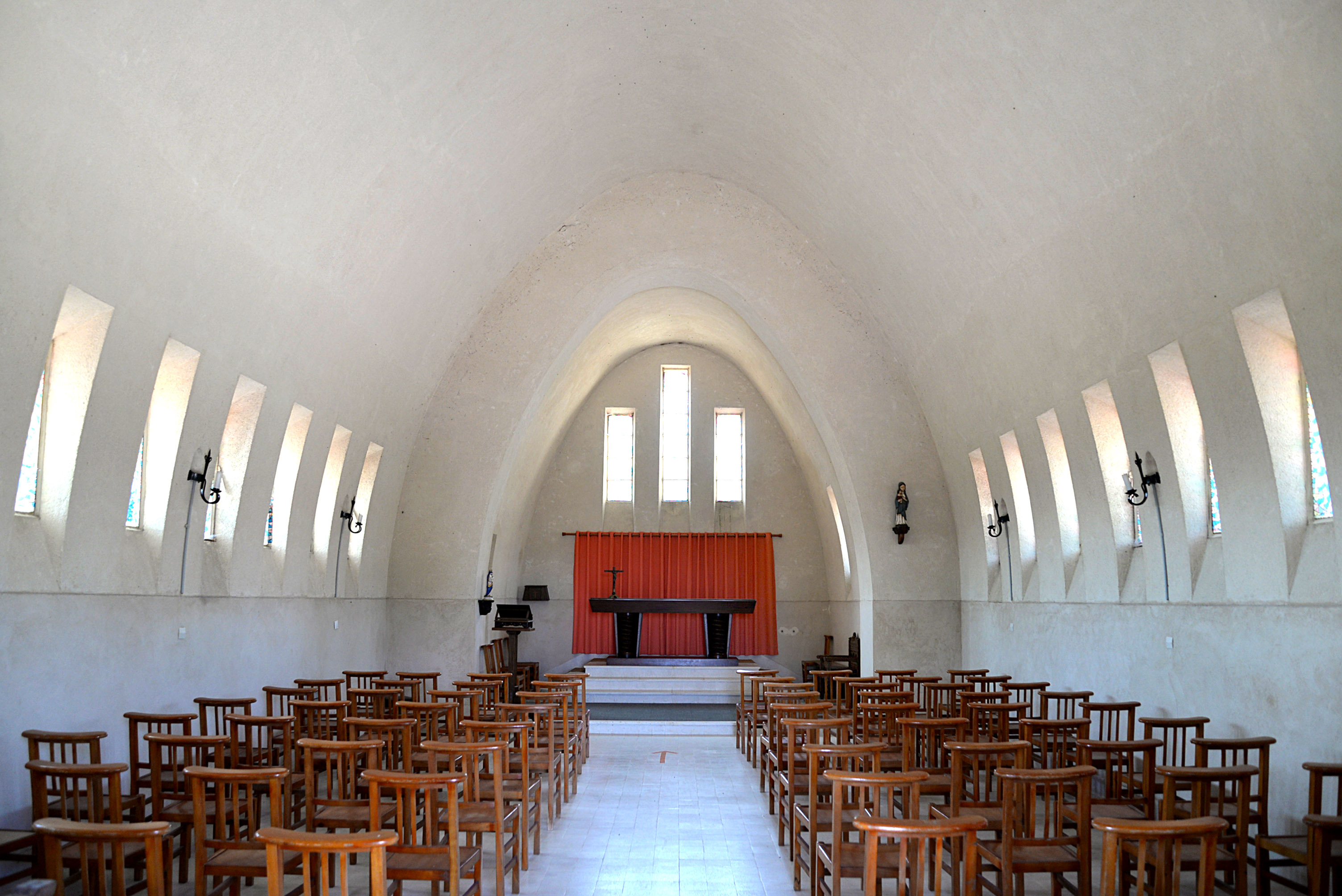
La nef de la chapelle de Bons.
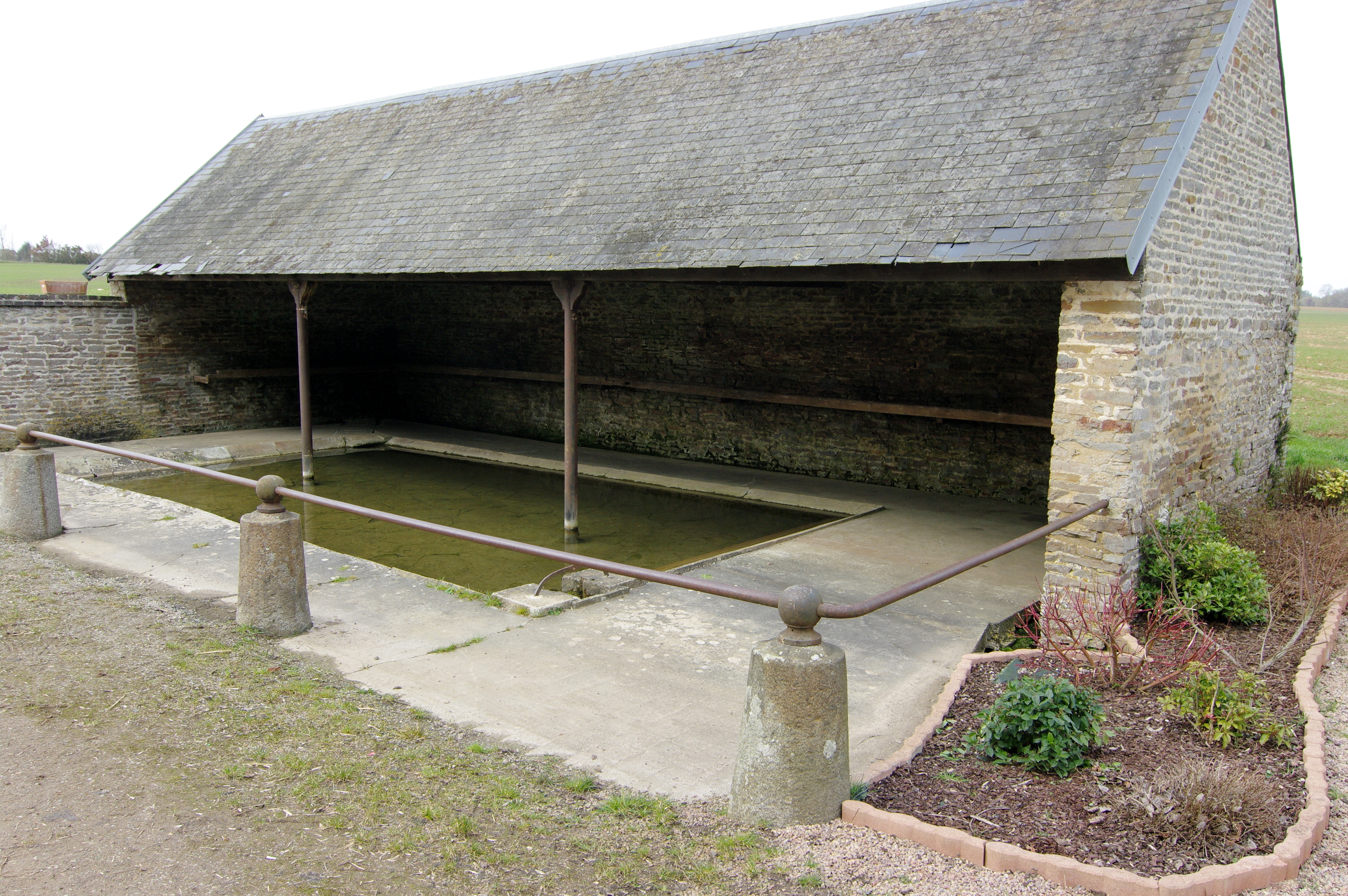
Le lavoir.
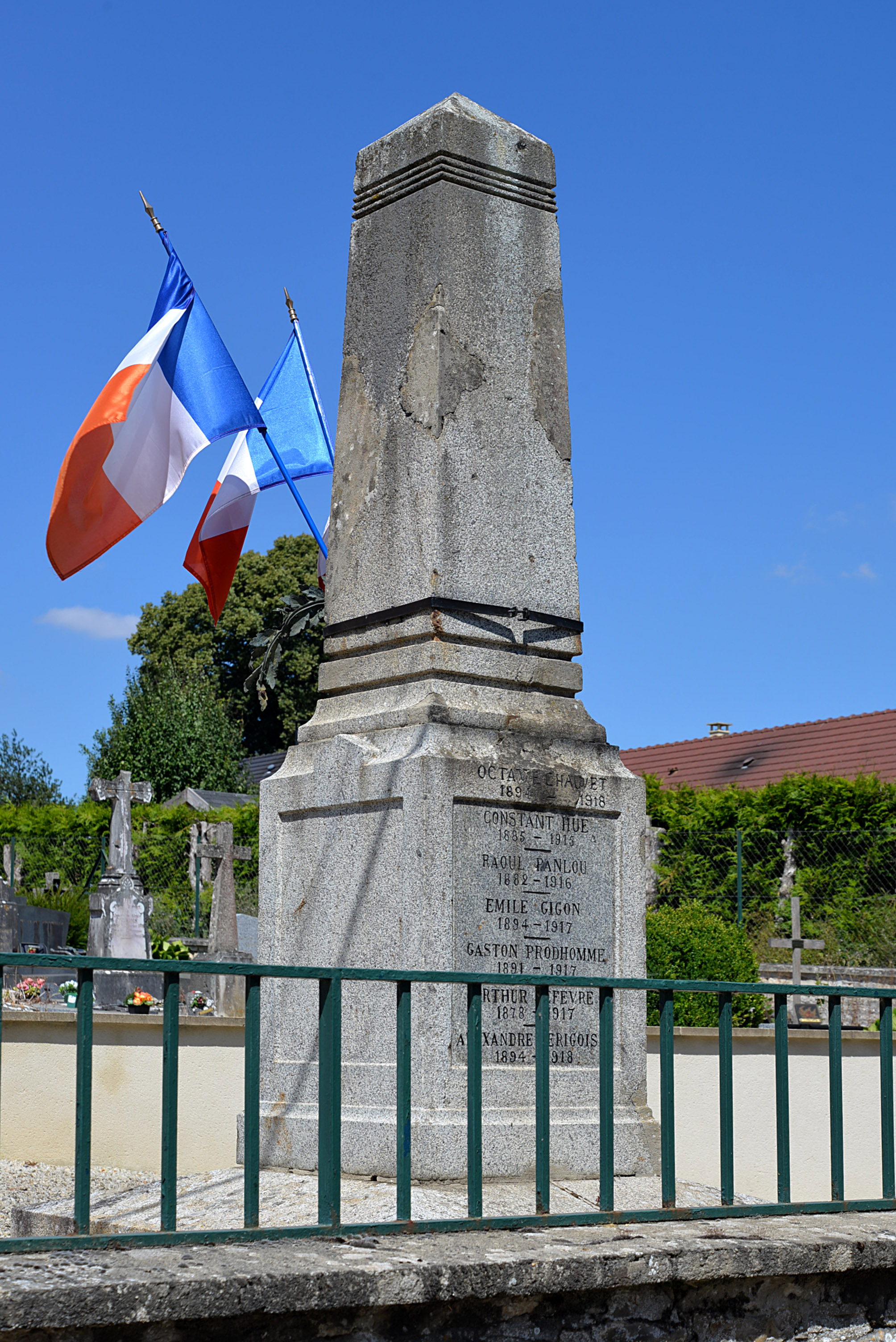
Le monument aux morts.
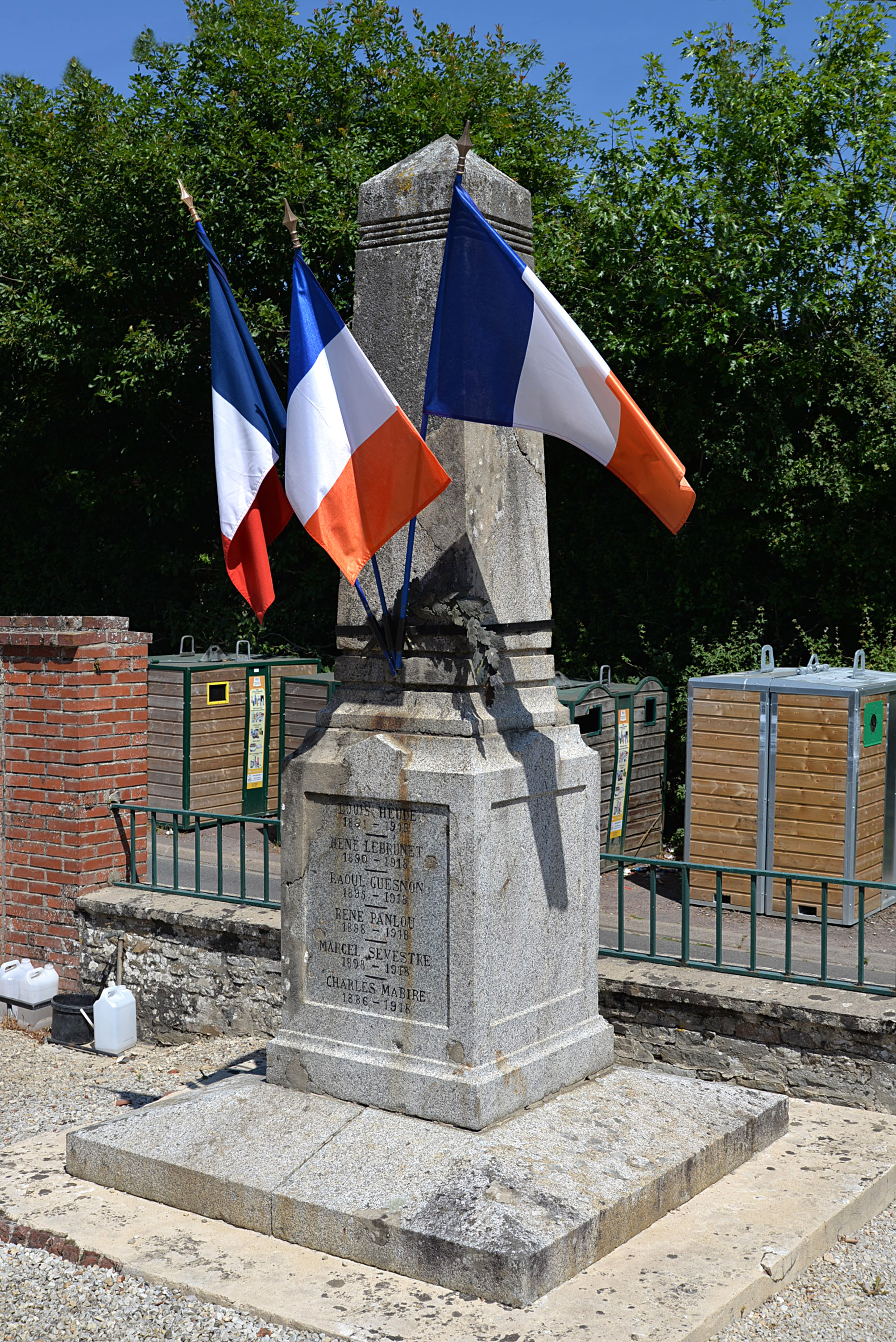
Le monument aux morts.

### Personnalités liées à la commune
- Étienne-François Turgot (1721-1788), administrateur de Malte et gouverneur de la Guyane, marquis de Sousmont, seigneur de Bons, d'Ussy, de Potigny et autres lieux, décoré de l'ordre royal et militaire de Saint-Louis, décédé en son château de Bons le 21 octobre 1789.
- Louis-Félix-Étienne Turgot (1796-1866), petit- fils du susnommé, diplomate et homme politique, éphémère ministre des Affaires étrangères de Louis-Napoléon Bonaparte, né au château de Bons le 26 septembre 1796 (5 vendémiaire an V).
- Marie-Élisabeth Joly (1761-1798), actrice du XVIIIe siècle, membre puis sociétaire de la Comédie-Française de 1781 à 1793. Elle épousa Nicolas François Roland Fouquet-Dulomboy, gentilhomme de Tassilly et séjourna épisodiquement en famille au manoir de Poussendre, propriété de son époux. Elle est inhumée à Soumont-Saint-Quentin sur le Mont-Joly, dans une monumentale sépulture qui domine la Brèche-au-Diable.